# Batalla de Heartbreak Ridge
La batalla de Heartbreak Ridge ((en hangul, 단장의 능선 전투; en hanja, 斷腸의 稜線 戰鬪); en francés: Bataille de Crèvecœur), conocida también como la batalla de Wendengli (en chino simplificado, 文登里战斗; pinyin, Wéndēnglǐ Zhàndòu) fue una batalla de un mes en la guerra de Corea que tuvo lugar entre el 13 de septiembre y 15 de octubre de 1951. La batalla de Heartbreak Ridge fue una de varios compromisos importantes en las colinas de Corea del Norte a unos pocos kilómetros al norte del paralelo 38 (el límite anterior a la guerra entre Norte y Corea del Sur), cerca de Chorwon. Para los chinos, esta batalla se confunde a menudo con la Batalla de Triangle Hill, que se libró un año después.

## Preámbulo

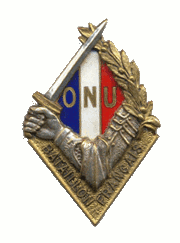
Insignia del Batallón francés

Tras retirarse de Bloody Ridge, el Ejército Popular de Corea (EPC) estableció nuevas posiciones a sólo 1.500 yardas (1400 m) en una colina de 11 kilómetros de longitud. En todo caso, las defensas comunistas eran aún más formidable allí que en Bloody Ridge. El comandante interino de la 2.ª División de Infantería, el Brigadier General Thomas de Shazo, y su superior inmediato, Mayor General Clovis E. Byers, comandante del X Corps, subestimaron peligrosamente la fuerza de la posición de Corea del Norte. Ordenaron a un solo regimiento de infantería, el 23º Regimiento de Infantería de los Estados Unidos (al que se había agregado un batallón francés), para ejecutar lo que resultaría ser un asalto mal concebido a las laderas fortificadas de Heartbreak.

## Batalla

### Intentos Iniciales de tomar la cresta
Los tres regimientos de infantería de la segunda de la División participaron, con la peor parte del combate a cargo del 9º y 23º Regimientos de Infantería del Ejército de Estados Unidos, junto con el adjunto Batallón francés. El ataque comenzó el 13 de septiembre y degeneró rápidamente en un patrón conocido. En primer lugar, aviones estadounidenses, tanques y artillería martillearían la cresta durante horas y horas, convirtiendo la ladera ya estéril en un paisaje lunar de cráteres. A continuación, los soldados de infantería de la 23a treparían por las laderas rocosas de la montaña, tomando al asalto uno a uno los búnkeres enemigos. Los que sobrevivieron al llegar a la cima llegaron agotados y con poca munición. El inevitable contraataque que vendría después trajo oleadas de norcoreanos decididos a recuperar el terreno perdido a cualquier precio. Muchos de estos contraataques los llevaron a cabo durante la noche las tropas frescas que los norcoreanos pudieron traer al abrigo de las colinas vecinas. El ataque comenzó con bombas, y proyectiles, pero inevitablemente terminó con granadas de mano, cuchillo de combate y los puños. Lo que se inició como un enfrentamiento militar formal degeneró en desesperados combates cuerpo a cuerpo. A veces amanecía sólo para revelar que los defensores todavía conservaban la cima de la colina.
La batalla continuó durante dos semanas. Debido a las restricciones del terreno y de los estrechos límites de los objetivos, se ordenó que las unidades mantuvieran la posición por partes; un pelotón, compañía o batallón cada vez. En cuanto una unidad ya no podía soportar la tensión, un reemplazo tomaba su lugar, hasta que el 23º de Infantería quedó bastante diezmado.
Varias unidades del tamaño de una compañía (100-200 hombres) fueron exterminados. Los norteamericanos emplearon bombardeos masivos de artillería, ataques aéreos y ataques con tanques en un intento de expulsar a los norcoreanos fuera de la cresta, pero el Ejército Popular de Corea demostró ser correoso y difícil de desalojar.

### Reagrupamiento y Replanificación

#### Preliminares
Finalmente, el 27 de septiembre, el nuevo comandante de 2.ª División, el Mayor General. Robert N. Young, cortó en seco el "fiasco" la operación Heartbreak Ridge y los estrategas americanos reconsideraron la táctica a emplear
Mientras los norcoreanos pudieran continuar para reforzar y reabastecer su guarnición en la cresta, sería prácticamente imposible para los estadounidenses tomar la colina. Tras reconocer tardíamente este hecho, la 2ª División elaboró un nuevo plan, que esta vez incluía el asalto de una división completa sobre los valles y las colinas adyacentes a la Heartbreak para cortar el acceso a la colina del refuerzo adicional. La punta de lanza de esta nueva ofensiva sería el 72.º Batallón de Tanques, cuya misión era hacer subir el valle de Mundung-ni al oeste de Heartbreak para destruir depósitos de suministros enemigo en el entorno de la localidad de Mundung-ni.
Era un plan valiente, pero no se podría llevar a cabo hasta que los tanques Sherman M4A3E8 abriesen la ruta hacia el valle. La única ruta existente era más pequeña que una pista forestal, por la cual no podían transitar los Sherman. Y no sólo eso: además, estaba fuertemente minada y bloqueada por una barrera rocosa de 2 metros de altura construida por los norcoreanos. Con palas y explosivos, los soldados del 2º Batallón de Combate de Ingenieros desafiaron el fuego enemigo para eliminar estos obstáculos y construir una carretera mejorada. Mientras éstos trabajaban, los tres regimientos de infantería de la División (el 9º, el 23º y el 38.º), lanzaron ataques coordinados en Heartbreak Ridge y las colinas adyacentes.

#### Primer ataque
El 10 de octubre todo estaba listo para la operación principal. El 11 de octubre, dirigido por más de 30 tanques y apoyado por artillería y aviones, la 2ª División comenzó el avance hacia el valle. El repentino ataque de un batallón de tanques que compiten por el valle tomó por sorpresa al enemigo. Casualmente el ataque tuvo lugar justo cuando la 204.ª división china iba a reemplazar e los norcoreanos en la defensa de la colina, La unidad china que cayó bajo el fuego estadounidense fue el 610.º Regimiento (comandante Wengfang Luo) de la 204.ª División enviada por el 68.º Ejército (comandante Niansheng Wen). La misión del regimiento era reforzar la defensa de Corea del Norte a lo largo del valle contra un posible ataque blindado estadounidense; más específicamente, se ordenó para prevenir que los estadounidenses llegasen a la ciudad de Mundung-ni a toda costa.
Sin dar tiempo a que los chinos pudiesen atrincherarse, la 2 ª División inició inmediatamente el ataque. Atrapada en campo abierto, la división china sufrió fuertes bajas por parte de los tanques americanos y los blindados americanos penetraron 6 km en las líneas de defensa de China, causando grandes destrozos. Sin embargo, el 610ª Regimiento logró dañar cinco tanques Sherman antes de que los estadounidenses detuvieran la ofensiva. El 12 de octubre, la 2ª División comenzó otro bombardeo aéreo y de artillería que duró dos horas en la colina de 635,8 y 709,6 colina antes de que el 23º Regimiento, liderado por 48 tanques, asaltara posiciones defensivas chinas. Habiendo aprendido las tácticas estadounidenses desde el día anterior, el 610º Regimiento del ejército chino ya había reforzado las trincheras antitanque que flanqueaban la carretera que discurre a través del valle de Mundung-ni; además, se asignaron al regimiento un buen número de armas antitanque (49 armas de infantería, cañones sin retroceso y también se distribuyeron lanzacohetes entre los soldados de primera línea). A quemarropa, los soldados de infantería chinos abrieron fuego contra los tanques estadounidenses que avanzaban. Antes de que el 23º detuviera el asalto a las 16:00 hrs, los chinos habían destruido o dañado 18 tanques a un alto costo.
El 23º Regimiento no intentó el asalto de las colinas al día siguiente. La 8 ª División de Corea del Sur, sin embargo, a partir del 13 de octubre, lanzó su ataque en las colinas 97, 742.8, 650, 932.8 y 922. Estas batallas serían posteriormente conocidas por su crueldad y coste en vidas humanas; por ejemplo, una compañía del 610º Regimiento chino defendía la colina 932.8. Bajo el ataque de cuatro batallones de soldados de Corea del Sur, la compañía resistió durante cuatro días hasta el último hombre antes de que el ejército de Corea del Sur tomara la colina en su undécimo asalto. El 14 de octubre, ocho tanques Sherman en formación de flecha atacaron las posiciones chinas a lo largo Mundung-ni Valley. Todos los tanques fueron eliminados por el fuego cruzado de armas antitanques chinos. Dos más se perdieron el 19 de octubre debido a las minas. Durante los cinco días, los Sherman rugieron por todo el Valle Mundung-ni, agotando los suministros de combustible, machacando las concentraciones de tropas y destruyendo de aproximadamente 350 búnkeres en Heartbreak y en las colinas y los valles circundantes. Un grupo de tanques de infantería más pequeño recorrió el valle de Sat'ae-ri al este de la cordillera, completando así el cerco y la eliminación de cualquier esperanza de refuerzo para los atribulados norcoreanos en Heartbreak.
Los ataques de los blindados cambiaron el curso de la batalla, pero la infantería mantuvo un montón de duros combates antes de que los soldados franceses capturaran el último bastión comunista en la cresta el 13 de octubre después de 30 días de combate. Los americanos y los franceses finalmente tomaron la delantera y aseguraron Heartbreak Ridge. Sin embargo, los tanques Sherman no penetraron a través del Valle Mundung-ni y tampoco llegaron a la ciudad de Mundung-ni después de 38 de los vehículos blindados fueron destruidos y nueve fueron dañados. La defensa del Valle Mundung-ni (o como se le conoce hoy en Corea del Norte, la batalla de la cota 1211), se celebra hoy como una gran victoria en Corea del Norte, con una demanda de un total de 29.000 bajas enemigas (cifra ciertamente inflada), 60 tanques destruidos y 40 aviones derribados: hoy la propaganda de Corea del Norte aumenta la defensa de las alturas de todo el valle y una serie de actos significativos de valor y sacrificio (real o supuesta), cometidos durante la batalla. En realidad, el fracaso de la ofensiva aliada en el interior del valle y las alturas fue una de las pocas acciones victoriosas del Ejército de Corea del Norte en la última fase de la guerra.

## Consecuencias
Ambos bandos sufrieron numerosas bajas: cerca de 3.700 estadounidenses y franceses y aproximadamente 25.000 coreanos y chinos[cita requerida]. Estas pérdidas impresionaron de tal modo a los mandos estadounidenses y de la ONU destacados en la zona que decidieron que batallas como la de Heartbreak Ridge no valían la sangre derramada por un trozo de tierra tan pequeño.
A pesar de ello, las ofensivas de los Cascos Azules continuaron con un número igualmente alto de bajas por la 1ª División de Caballería en la operación Commando y la 24ª División en la operación Nomad-Polar, que fue la última gran ofensiva dirigida por fuerzas de la ONU en la guerra.
La opinión pública se volvió en contra de esas operaciones de "objetivo limitado" y la censura militar provocó que apenas tuvieran eco en los medios otras batallas posteriores a la de Heartbreak Ridge.
Las fuerzas de la ONU y los comunistas continuaron luchando esporádicamente a lo largo del paralelo 38 hasta que se firmó el armisticio, en julio de 1953, si bien fueron los chinos o los norcoreanos quienes iniciaban esos combates.

## Cultura popular
Heartbreak Ridge se asocia con el título y el trasfondo de la película dirigida y protagonizada por Clint Eastwood en 1986. El personaje de Eastwood es un veterano de ficción (al igual que otros personajes) de la batalla del mismo nombre del filme, por cuya actuación recibió la Medalla de Honor del Congreso. La película en sí es un relato ficticio de los acontecimientos que tuvieron lugar durante las operaciones en Grenada.
La batalla fue mencionada en el episodio 25 (1982)  de la serie M*A*S*H.
El aclamado por la crítica filme surcoreano Tae Guk Gi (estrenada en los USA con el título Brotherhood of War) representa también la batalla como la batalla final de la película y su clímax. Esto se pone de manifiesto cuando un oficial surcoreano, arengando a sus hombres, menciona que el objetivo del ataque es tomar las colinas 931 y 851
Crèvecœur (Heartbreak) es un documental de guerra francés estrenado en 1955 sobre la batalla y que usa filmaciones reales. Fue nominado para el Oscar en la categoría de Mejor Documental en 1955.
Heartbreak Ridge (단장의능선) es un mapa para el videojuego de ETR StarCraft. Fue lanzado en Corea del Sur en 1999 y desde entonces se ha usado en muchas ligas profesionales del mundillo de StarCraft, al igual que en ligas no coreanas y de amateurs.